# Джефферсоновская демократия

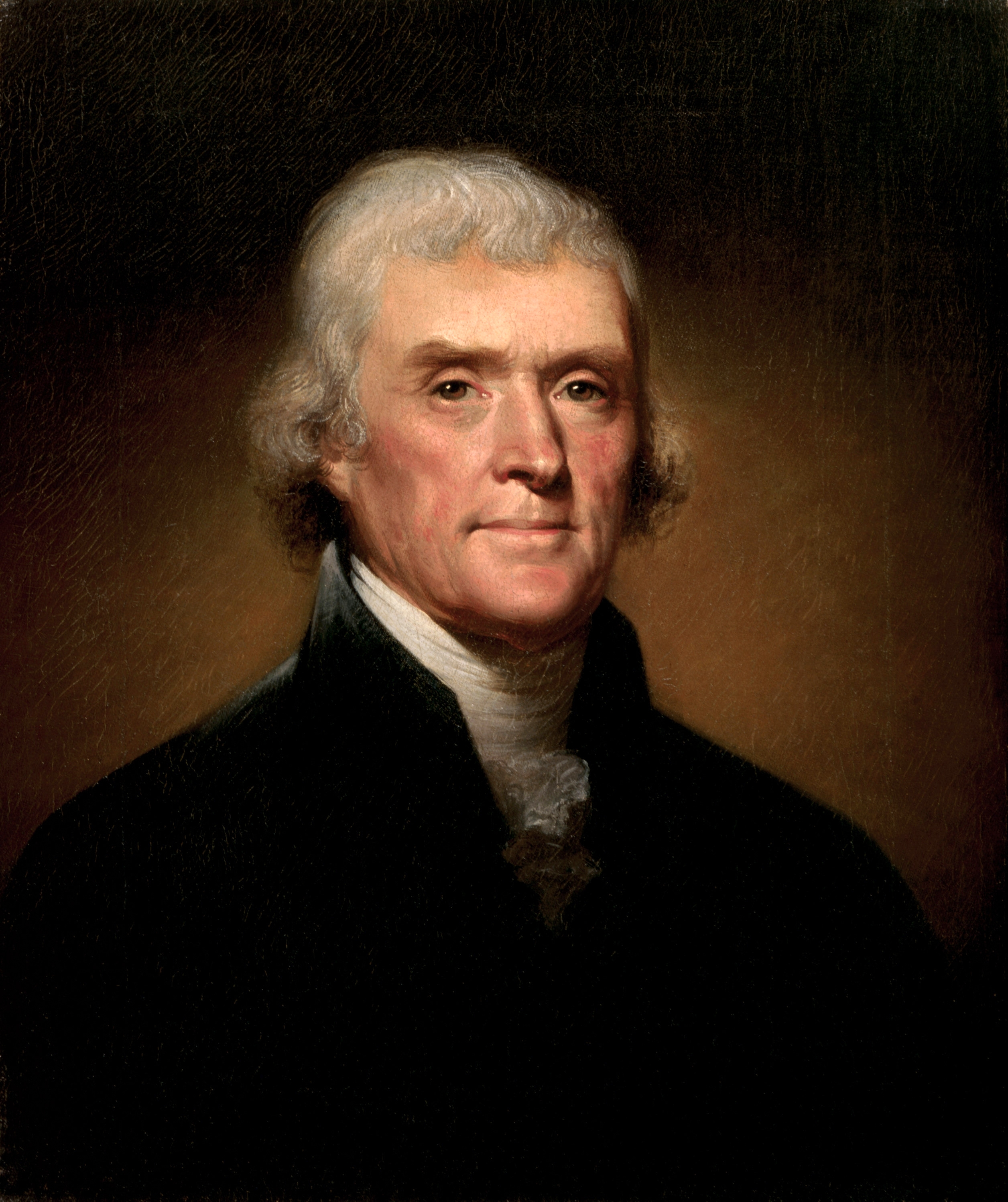
Портрет Томаса Джефферсона (1800)

Джефферсоновская демократия (Джефферсонианизм) (англ. Jeffersonian democracy, Jeffersonianism) — система политических взглядов, названная в честь ее ключевого автора — президента США Томаса Джефферсона; являлась одной из двух доминирующих систем политических взглядов в Соединенных Штатах в период с 1790-е по 1820-е годы. Джефферсонианцы были привержены американскому республиканизму — они пытались оказывать противодействие всему, что считали «искусственной аристократией»; противодействие коррупции и настаивание на «добродетелях» — с приоритетом к жизни «фермеров-йоменов», «плантаторов» и «простых людей» — также входило в систему. Сторонники джефферсоновских принципов враждебно относились к элите — крупным торговцам, банкирам и фабрикантам; они также с недоверием относились к фабричным рабочим и активно искали в США сторонников «ужасной» британской системы правления.
В начале эпохи Джефферсона только два штата (Вермонт и Кентукки) имели всеобщее избирательное право для белых мужчин, без имущественного ценза; к концу эпохи более половины штатов сняли ограничения, связанные с собственностью. Джефферсоновская демократия сохранялась как элемент политики Демократической партии в начале XX века; аналогичные принципы продолжают иметь популярность и в XXI веке — как часть либертарианских и республиканских политических программ.

## Позиции
Джефферсона называли «самым демократичным из отцов-основателей». Джефферсонианцы выступали за узкое толкование положений статьи I Конституции, наделяющих полномочиями федеральное правительство. Они решительно выступали против Партии федералистов во главе с министром финансов Александром Гамильтоном. Президент Джордж Вашингтон в целом поддержал программу Гамильтона по созданию сильного в финансовом отношении национального правительства. Избрание Джефферсона в 1800 году, которое он назвал «революцией 1800 года», принесло Томасу Джефферсону пост президента и окончательное затмение федералистов, за исключением Верховного суда.
«Джефферсоновская демократия» — это общий термин, и некоторые фракции поддерживали одни позиции больше, чем другие. Например, во время войны 1812 года стало очевидно, что самостоятельных государственных частей ополчения недостаточно для ведения серьёзной войны против крупной державы. Новый военный министр Джон К. Кэлхун, сторонник Джефферсона, предложил создать армию. При поддержке большинства республиканцев в Конгрессе он добился своего. Однако фракция «старых республиканцев», утверждающая, что она верна принципам Джефферсона 1798 года, боролась с ним и сократила численность армии после того, как Испания продала Флориду США.
Историки характеризуют демократию Джефферсона как включающую следующие основные идеалы:
- Основной политической ценностью Америки является республиканизм: у граждан есть гражданский долг помогать государству и противостоять коррупции, особенно монархизму и аристократии[6].
- Ценности Джефферсона лучше всего выражаются через организованную политическую партию. Партия Джефферсона официально называлась «Республиканской партией» (позже политологи назвали ее Демократически-республиканской партией, чтобы отличить её от более поздней Республиканской партии Линкольна)[7].
- Голосование было обязанностью граждан, и сторонники Джефферсона изобрели множество современных методов проведения кампаний, предназначенных для получения голосов. Явка действительно резко возросла по всей стране[8]. Работа Джона Дж. Бекли, агента Джефферсона в Пенсильвании, установила новые стандарты в 1790-х годах. На президентских выборах 1796 года он покрыл штат агентами, которые раздали 30 000 рукописных билетов с указанием всех 15 избирателей (печатные билеты не разрешались). Историки считают Бекли одним из первых американских профессиональных руководителей кампаний, и его методы были быстро приняты в других штатах[9].
- Партия федералистов, особенно её лидер Александр Гамильтон, была заклятым врагом из-за того, что она принимала аристократию и британские методы.
- Национальное правительство — это опасная необходимость, чтобы быть установленным для общего блага, защиты и безопасности народа, нации или сообщества — за ним следует внимательно следить и ограничивать его полномочия. Большинство антифедералистов 1787—1788 годов присоединились к сторонникам Джефферсона[10].
- Отделение церкви от государства — лучший способ уберечь правительство от религиозных споров, а религию — от коррупции со стороны правительства[11].
- Федеральное правительство не должно нарушать права отдельных лиц. Билль о правах является центральной темой[12].
- Федеральное правительство не должно нарушать права штатов. Резолюции Кентукки и Виргинии 1798 года (написанные тайно Джефферсоном и Джеймсом Мэдисоном) провозглашают эти принципы[13].
- Свобода слова и прессы — лучший способ предотвратить тиранию над людьми со стороны собственного правительства. Нарушение федералистами этой свободы посредством Законов об иностранцах и подстрекательстве к мятежу 1798 года стало серьёзной проблемой[14].
- Фермер-йомен лучше всего демонстрирует гражданскую добродетель и независимость от развращающего влияния города — государственная политика должна быть в его интересах. Финансисты, банкиры и промышленники превращают города в «выгребные ямы коррупции», и их следует избегать[15].
- Конституция Соединённых Штатов была написана для того, чтобы обеспечить свободу людей. Однако, как писал Джефферсон Джеймсу Мэдисону в 1789 году, «ни одно общество не может создать вечную конституцию или даже вечный закон. Земля всегда принадлежит живому поколению».
- Все мужчины имеют право быть информированными и, таким образом, иметь право голоса в правительстве. Защита и расширение свободы человека были одной из главных целей сторонников Джефферсона. Они также реформировали свои соответствующие государственные системы образования. Они считали, что их граждане имеют право на образование независимо от их обстоятельств или статуса в жизни[16].
- Судебная власть должна подчиняться избранным ветвям власти, а Верховный суд не должен иметь права отменять законы, принятые Конгрессом. Джефферсонианцы проиграли эту битву главному судье Джону Маршаллу, федералисту, который доминировал в суде с 1801 года до своей смерти в 1835 году[17].

Внешняя политика
У джефферсоновцев также была чёткая внешняя политика:
- Американцы обязаны распространять в мире то, что Джефферсон назвал «Империей свободы», но им следует избегать «запутанных союзов»[20].
- Великобритания представляла наибольшую угрозу, особенно её монархия, аристократия, коррупция и методы ведения бизнеса — договор Джея 1794 года был слишком благоприятным для Британии и, таким образом, угрожал американским ценностям[21].
- Что касается Французской революции, то её приверженность принципам республиканизма, свободы, равенства и братства сделала Францию идеальной европейской нацией. По словам Майкла Хардта, «поддержка Джефферсоном Французской революции часто служит в его сознании защитой республиканизма от монархизма англофилов»[22]. С другой стороны, Наполеон был антитезой республиканизму и не мог быть поддержан[23][24].
- Права судоходства по реке Миссисипи имели решающее значение для национальных интересов Америки. Контроль со стороны Испании был терпимым, контроль со стороны Франции был неприемлем. Покупка Луизианы была неожиданной возможностью гарантировать те права, которыми немедленно воспользовались сторонники Джефферсона.
- Постоянная армия опасна для свободы, и её следует избегать — гораздо лучше было бы использовать экономическое принуждение, такое как эмбарго[25].
- Большинство сторонников Джефферсона утверждали, что дорогостоящий военно-морской флот в открытом море не нужен, поскольку дешёвые местные канонерские лодки, плавучие батареи, мобильные береговые батареи и прибрежные укрепления могут защищать порты без соблазна вести войны на расстоянии. Однако сам Джефферсон хотел, чтобы несколько фрегатов защищали американское судоходство от берберийских пиратов в Средиземном море[26][27].
- Непрофессиональная милиция, контролируемая на местном уровне, была достаточной для защиты нации от вторжения. После того, как ополчение оказалось недостаточным в войне 1812 года, президент Мэдисон расширил на время национальную армию[28].

### Экспансия на запад
Территориальная экспансия Соединённых Штатов была главной целью джефферсонианцев, потому что это привело бы к созданию новых сельскохозяйственных угодий для фермеров-йоменов. Джефферсонианцы хотели интегрировать индейцев в американское общество или удалить дальше на запад те племена, которые отказывались интегрироваться.
Джефферсонианцы очень гордились сделкой, которую они заключили с Францией при покупке Луизианы в 1803 году. Это открыло новые обширные плодородные земли от Луизианы до Монтаны. Джефферсон видел в Западе экономический предохранительный клапан, который позволит людям на многолюдном Востоке владеть фермами. Однако устоявшиеся политические интересы Новой Англии опасались роста Запада, и большинство в Партии федералистов выступило против покупки. Джефферсонианцы думали, что новая территория поможет сохранить их представление об идеальном республиканском обществе, основанном на торговле сельскохозяйственной продукцией, с лёгким управлением и поощрением уверенности в себе и добродетели.
Мечта джефферсонианцев не осуществилась, поскольку покупка Луизианы стала поворотным моментом в истории американского империализма. Фермеры, с которыми отождествлял себя Джефферсон, завоевали Запад, часто посредством насилия над коренными американцами. Сам Джефферсон симпатизировал коренным американцам, но это не помешало ему проводить политику, которая продолжила бы тенденцию к лишению их земель.

### Экономика
Аграрии Джефферсона считали, что экономика Соединённых Штатов должна больше полагаться на сельское хозяйство для производства стратегических товаров, чем на промышленность. Джефферсон особо считал: «Те, кто трудятся на земле, являются избранным народом Божьим, если у Него когда-либо был избранный народ, чью грудь Он вложил в Свой особый вклад для существенной и подлинной добродетели». Однако идеалы Джефферсона не противоречат любому производству, скорее он считал, что все люди имеют право работать, чтобы обеспечивать себя, и что экономическая система, которая подрывает это право, неприемлема.
Джефферсон считал, что неограниченное расширение торговли и промышленности приведёт к росту класса наёмных рабочих, которые полагались на других в плане доходов и средств к существованию. Рабочие больше не будут независимыми избирателями. Джефферсон опасался, что такая ситуация сделает американский народ уязвимым для политического подчинения и экономических манипуляций. Решение, предложенное Джефферсоном, заключалось, как заметил ученый Клэй Дженкинсон, в «ступенчатом подоходном налоге, который послужил бы сдерживающим фактором для огромного накопления богатства и сделал бы средства доступными для своего рода мягкого перераспределения вниз», а также тарифы на импортные товары, которые в основном покупали богатые. В 1811 году Джефферсон написал другу: «Эти доходы будут взиматься исключительно с богатых. … Только богатые используют импортные товары, и только с них взимаются все налоги Генерал-губернаторства. Бедный человек … не платит ни гроша налога Генерал-губернаторству, а со своей соли». Однако Джефферсон считал, что налог на доход, а также на потребление будет представлять собой чрезмерное налогообложение.
Точно так же у Джефферсона были протекционистские взгляды на международную торговлю. Он считал, что не только экономическая зависимость от Европы уменьшит достоинство республики, но и что Соединённые Штаты обладают изобилием природных ресурсов, которые американцы должны иметь возможность выращивать и использовать для удовлетворения своих собственных нужд. Кроме того, экспорт товаров торговыми судами создавал риск захвата иностранными пиратами и армиями, что потребовало бы дорогостоящего флота для защиты. Наконец, он и другие сторонники Джефферсона верили в силу эмбарго как средства наказания враждебных иностранных государств. Джефферсон предпочитал эти методы принуждения войне.

### Ограниченное правительство

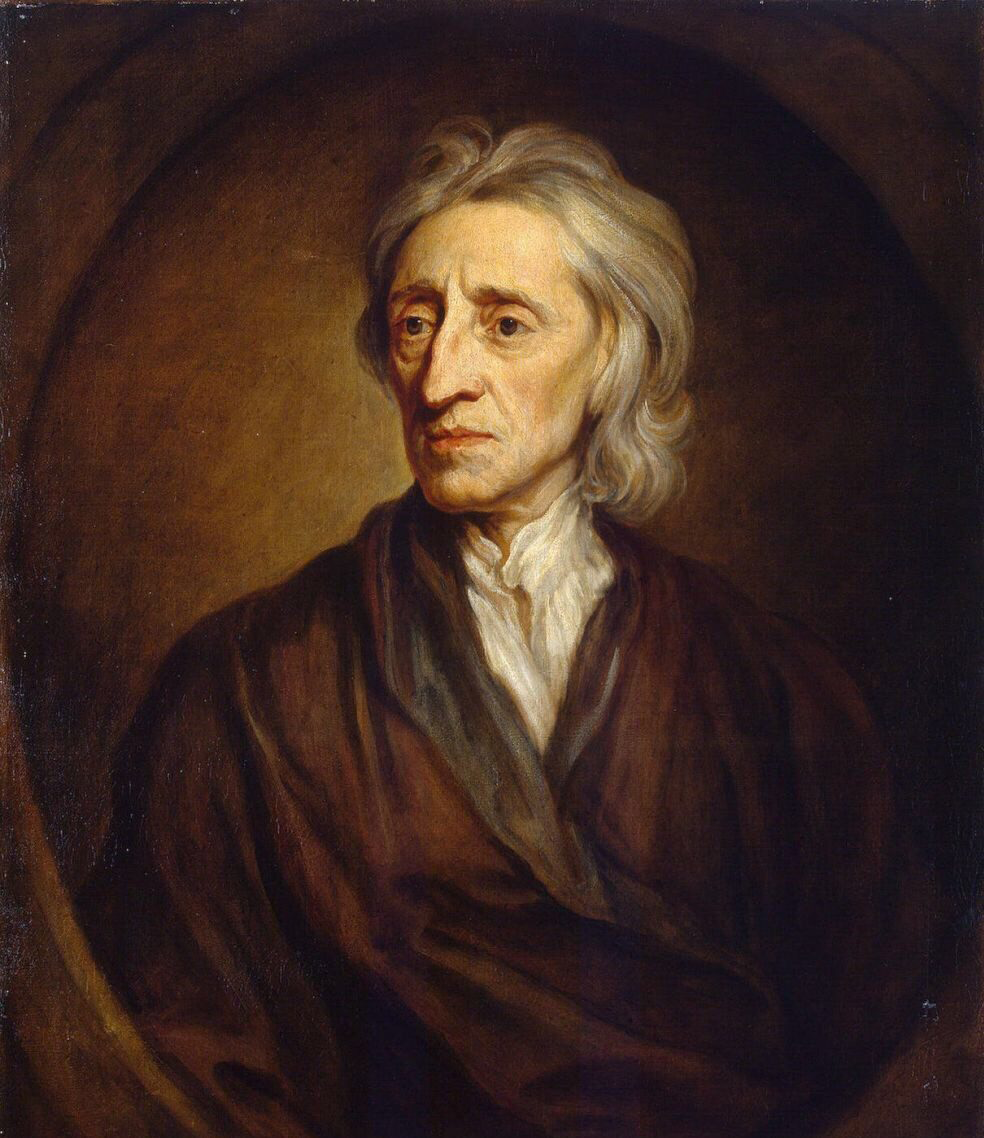
На мысли Джефферсона об ограниченном правительстве повлиял английский политический философ 17 века Джон Локк

В то время как федералисты выступали за сильное центральное правительство, сторонники Джефферсона выступали за сильное правительство штата и местные органы власти и слабое федеральное правительство. Самодостаточность, самоуправление и индивидуальная ответственность были в мировоззрении Джефферсона одними из важнейших идеалов, которые легли в основу американской революции. По мнению Джефферсона, ничто из того, что реально может быть сделано отдельными лицами на местном уровне, не должно выполняться федеральным правительством. Федеральное правительство сосредоточит свои усилия исключительно на национальных и международных проектах. Защита Джефферсона ограниченного правительства привела к острым разногласиям с фигурами федералистов, такими как Александр Гамильтон. Джефферсон чувствовал, что Гамильтон одобряет плутократию и создание могущественной аристократии в Соединённых Штатах, которая будет накапливать всё большую власть до тех пор, пока политический и социальный порядок Соединённых Штатов не станет неотличимым от порядков Старого Света.
После первоначального скептицизма Джефферсон поддержал ратификацию Конституции Соединённых Штатов и особенно поддержал её упор на систему сдержек и противовесов. Ратификация Билля о правах Соединённых Штатов, особенно Первой поправки, придала Джефферсону ещё большее доверие к документу. Джефферсонианцы выступали за строгую интерпретацию полномочий федерального правительства, описанную в статье I Конституции. Например, Джефферсон однажды написал письмо Чарльзу Уилсону Пилу, в котором объяснял, что, хотя национальный музей в смитсоновском стиле был бы замечательным ресурсом, он не мог бы поддержать использование федеральных средств для строительства и обслуживания такого проекта. Современный «строгий конструктивизм» является отдалённым потомком взглядов Джефферсона.